# Ajga0N, Haliyal
Ajga0N là một làng thuộc tehsil Haliyal, huyện Uttara Kannada, bang Karnataka, Ấn Độ.